# Album per la gioventù (Schumann)
L'Album per la gioventù (titolo originale tedesco: Album für die Jugend), op. 68, è una raccolta di brani musicali semplici composti da Robert Schumann nel 1848 per le sue tre figlie. Questo album è composto da 43 pezzi facili divisi tra "per i più piccoli" e "per i più grandi".
Egli, a proposito di questi pezzi, scriveva così a Clara, sua moglie: "Queste cose che ti stupiranno, cose folli e qualche volta solenni, scritte ridendo e piangendo".

## Pezzi

### Per i più piccoli
1. Melodia
2. Marcia dei soldati
3. Canzoncina
4. Corale
5. Piccolo pezzo
6. Povera orfanella
7. Canzonetta del cacciatore
8. Cavaliere selvaggio
9. Canzonetta popolare
10. Contadino allegro
11. Siciliana
12. Babbo Natale
13. Presto sarai qui Maggio, caro Maggio!
14. Piccolo studio
15. Canto di primavera
16. Primo dolore
17. Piccolo viandante mattutino
18. Canzone del mietitore

### Per i più grandi
1. Piccola romanza
2. Canzone campestre
3. Girotondo
4. Cavalieri
5. Canzoncina della messe
6. Impressioni dopo il teatro
7. Canzoncina in forma di canone
8. Rimembranza (4 novembre 1847, morte di Felix Mendelssohn)
9. Lo straniero
10. Canto di guerra
11. Sheherazade
12. Vendemmia, tempo felice!
13. Tema
14. Mignon
15. Canzone di marinai italiani
16. Canzone di marinai
17. Inverno I
18. Inverno II
19. Fughetta
20. Canzone nordica
21. Corale figurato
22. Canzone per la notte di S. Silvestro

## Fonti
- Robert Schumann, Album per la gioventù op. 68, revisione di Carlo Zecchi, Curci, 1989, Milano.